# Dave Filoni
Dave Filoni (n. 7 iunie 1974, Mt. Lebanon⁠(d), Pennsylvania, SUA) este un regizor de film american.